# Leopold V Babenberg
Leopold V zwany der Tugendhafte czyli pełen cnót (ur. 1157; zm. 31 grudnia 1194 w Grazu) – książę Austrii (1177–1194) i Styrii (1192–1194).
Leopold V był synem Henryka II Jasomirgotta i Teodory Komneny, bratanicy cesarza bizantyjskiego Manuela I. W 1177 poślubił Helenę (1158–1199), córkę króla węgierskiego Gejzy II i miał z nią dwóch synów Fryderyka I i Leopolda VI Sławnego.

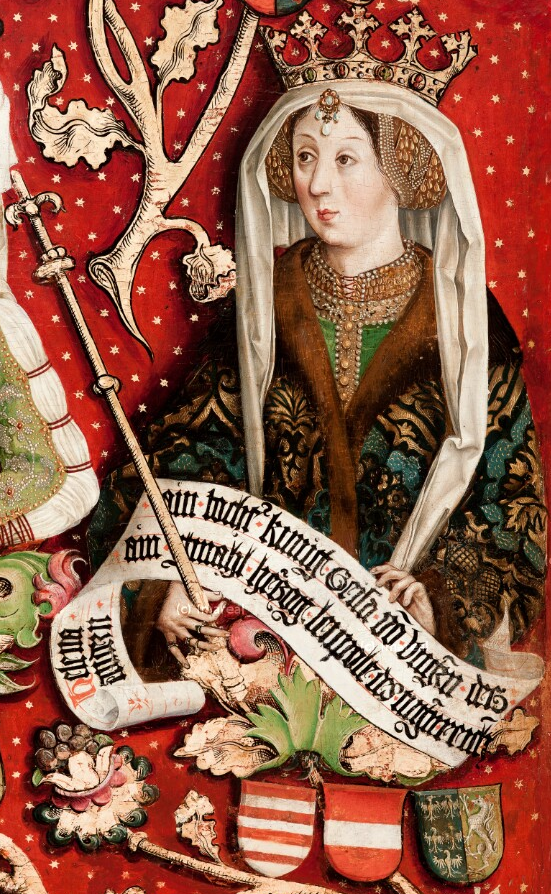
Księżna Helena, żona Leopolda V

17 sierpnia 1186 w układzie z Georgenberg zapewnił sobie dziedziczenie Styrii i centralnej części Górnej Austrii, które zostały połączone z jego posiadłościami w 1192.
Mincerzem Leopolda V był Salomon z Wiednia, pierwszy znany z imienia Żyd osiadły w Austrii.
Leopold wziął udział w III wyprawie krzyżowej. Po zdobyciu Akki 12 lipca 1191 doszło do konfliktu z królem Anglii Ryszardem Lwie Serce. Książę jako dowódca armii niemieckiej uważał się za równego królom Anglii i Francji. Zatknął swój sztandar na murach miasta obok sztandaru króla Ryszarda. Anglicy szybko go usunęli zrzucając do fosy. Niektórzy nawet go podeptali. Leopold V wpadł w gniew i całą noc w namiocie przeżywał doznaną zniewagę. Kilka dni później wyruszył w drogę powrotną do Austrii.
Wkrótce ponownie dane mu było spotkać się z angielskim królem. W 1192 Ryszard Lwie Serce wyruszył z Palestyny do Anglii. 20 grudnia 1192 w mieście Gianna nad Dunajem, na przedmieściach Wiednia, wysłał giermka po żywność. Wysłaniec założył za pas rękawice z wyhaftowanym herbem Anglii – złotym leopardem. Został zatrzymany przez miejskich strażników, którzy zmusili go do wskazania miejsca pobytu Ryszarda. Król Anglii widząc przewagę oświadczył, że podda się tylko księciu Leopoldowi, który wkrótce przybył i odebrał od Ryszarda miecz. Angielski monarcha został uwięziony w Dürnstein, a następnie w Ochsenfurt. W tym drugim miejscu został przekazany w ręce cesarza Henryka VI. Ryszard musiał zapłacić za swoje uwolnienie okup i 2 lutego 1194 złożyć Henrykowi VI hołd w Moguncji. W ceremonii hołdu uczestniczył Leopold V. Za uwięzienie Ryszarda Lwie Serce Leopold V został obłożony przez papieża klątwą. 
Książę zmarł w wyniku wypadku. Bawiąc się w oblężenie zamku zbudowanego ze śniegu, spadł z konia i złamał nogę. Źle leczona rana wywołała gangrenę. Nie pomogła amputacja i książę zmarł. Jego syn Leopold VI Sławny chcąc pochować ojca w poświęconej ziemi musiał odesłać angielskich zakładników i zrezygnować z reszty okupu.

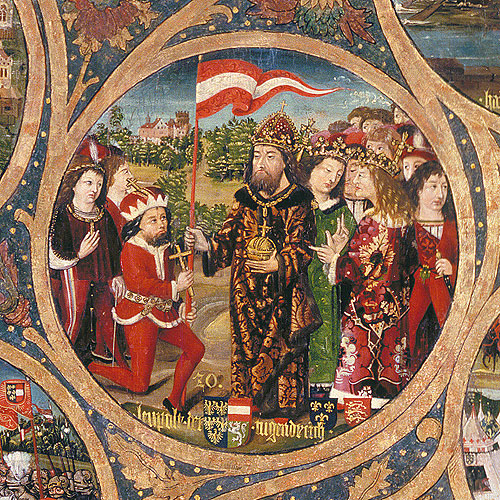
Cesarz Henryk VI wręcza Leopoldowi V nowy sztandar w barwach czerwono-biało-czerwonych

## Powstanie flagi austriackiej
Podczas oblężenia Akki biała zbroja Leopolda stała się czerwona od krwi. Gdy książę zdjął swój szeroki pas rycerski pojawiła się na czerwonym tle biała smuga. Ponieważ Leopold stracił w bitwie swój sztandar, cesarz Henryk VI przyznał mu prawo używania nowej chorągwi o barwach czerwono-biało-czerwonych. W tej sposób powstała flaga austriacka.